# Herb obwodu tambowskiego
Herb obwodu tambowskiego – jeden z symboli tegoż obwodu został przyjęty 27 marca 2003 r. Wzorowany jest on na herbie istniejącej w okresie cesarstwa rosyjskiego guberni tambowskiej, który z kolei powstał w oparciu o herb miasta Tambow.
Herb obwodu przedstawia tarczę herbową barwy błękitnej, a na niej wizerunek srebrnego ula, a nad nim 3 pszczoły takiej samej barwy.
Tarczę wieńczy złota korona, a otacza wstęga orderu Lenina.
Wizerunek herbu umieszczony jest także na fladze regionu.

## Galeria

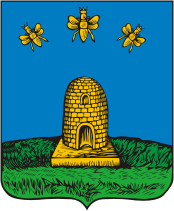
herb Tambowa – podstawa opracowania herbów regionu
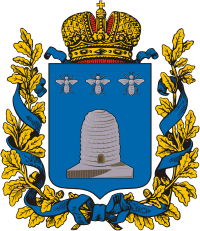
herb guberni tambowskiej